# ستاره لاس (استان اوپوله)
ستاره لاس (به لهستانی: Stary Las) یک منطقهٔ مسکونی در لهستان است که در گمینا گووخووازه واقع شده‌است. ستاره لاس ۷۲۰ نفر جمعیت دارد.